# Mir so nah
Mir so nah ist das dritte Studioalbum der deutschen Soul-Sängerin Cassandra Steen. Es wurde am 29. April 2011 veröffentlicht. Zuvor wurde die Single Gebt alles am 1. April 2011 veröffentlicht. Es erschien unter dem Label Universal.

## Singles
Als erste Single wurde am 1. April 2011 der Song Gebt alles veröffentlicht. Der Titel konnte sich in Deutschland bis auf Rang 31 platzieren und hielt sich neun Wochen in den Charts. Die zweite Single Tanz wurde am 5. August 2011 veröffentlicht. Das Lied landete in Deutschland auf Rang 28 und hielt sich fünf Wochen in den Charts, während es sich in Österreich auf Rang 30 platzieren konnte und sich zwei Wochen in den Charts hielt. Die dritte Single Soo wurde am 2. Dezember 2011 als letzte Single aus dem Album veröffentlicht. Soo konnte keine Chartplatzierungen einfahren.
Charterfolge in den Single-Charts

| Jahr | Titel      | Höchstplatzierung, Gesamtwochen, AuszeichnungChartplatzierungen (Jahr, Titel, , Platzierungen, Wochen, Auszeichnungen, Anmerkungen) | Höchstplatzierung, Gesamtwochen, AuszeichnungChartplatzierungen (Jahr, Titel, , Platzierungen, Wochen, Auszeichnungen, Anmerkungen) | Höchstplatzierung, Gesamtwochen, AuszeichnungChartplatzierungen (Jahr, Titel, , Platzierungen, Wochen, Auszeichnungen, Anmerkungen) | Anmerkungen                          |
| Jahr | Titel      | DE | AT | CH | Anmerkungen                          |
| ---- | ---------- | --- | --- | --- | ------------------------------------ |
| 2011 | Gebt alles | DE31 (9 Wo.)DE | — | — | Erstveröffentlichung: 1. April 2011  |
| 2011 | Tanz       | DE28 (5 Wo.)DE | AT30 (2 Wo.)AT | — | Erstveröffentlichung: 5. August 2011 |

## Titelliste
| Nr.          | Titel                          | Autor(en)                                                                                         | Produktion           | Länge      |
| ------------ | ------------------------------ | ------------------------------------------------------------------------------------------------- | -------------------- | ---------- |
| 1.           | Gebt alles                     | Heike Kospach, Adel Tawil, Sebastian Kirchner                                                     | Beatzarre, Djorkaeff | 3:44       |
| 2.           | Lange genug Zeit               | Xavier Naidoo, Michael Vajna, Christoph Hessler                                                   | Vajna                | 3:50       |
| 3.           | Soo                            | Moses Pelham, Martin Haas, Dadashpour                                                             | Pelham, Haas         | 3:50       |
| 4.           | Tanz                           | Kospach, Michael von der Heide, Tawil, Kirchner                                                   | Beatzarre, Djorkaeff | 3:31       |
| 5.           | Leben                          | Kospach, Cassandra Steen, Thomas Ruffner, Rachel Müller                                           | Ruffner              | 4:29       |
| 6.           | Symphonien                     | Ruben Rodriguez, Sebastian Henzl, Armin Rodriguez                                                 | R. Rodriguez         | 4:47       |
| 7.           | Ich lasse jetzt los            | Naidoo, R. Rodriguez, Henzl                                                                       | R. Rodriguez         | 5:30       |
| 8.           | Wenn Liebe ihren Willen kriegt | Pelham, Haas, Dadashpour                                                                          | Pelham, Haas         | 4:37       |
| 9.           | Prophetin                      | Naidoo, R. Rodriguez, Henzl                                                                       | R. Rodriguez         | 4:16       |
| 10.          | Ich fühl es nicht              | Naidoo, R. Rodriguez, Henzl                                                                       | R. Rodriguez         | 4:12       |
| 11.          | Gib mir mehr                   | Kospach, Steen, Tawil, Kirchner                                                                   | Kirchner             | 4:12       |
| 12.          | Camouflage                     | Vincent Graf von Schlippenbach, Dirk Berger, David Conen, Mario Wesser, Danny Myrick, Aimée Proal | The Krauts           | 3:46       |
| 13.          | Der erste Winter1              | Kospach                                                                                           | Beatzarre, Djorkaeff | 3:39       |
| 14.          | Komm näher                     | Steen, Ruffner                                                                                    | Ruffner              | 9:34       |
| 15.          | Bleib einfach nur da2          | Pelham, Haas                                                                                      | Pelham, Haas         | 3:57       |
| Gesamtlänge: | Gesamtlänge:                   | Gesamtlänge:                                                                                      | Gesamtlänge:         | 48:39 Min. |

1 Enthält ein Sample von Boadicea von Enya

2 Hidden Track bei dem Lied Komm näher

## Chartplatzierungen
| ChartsChartplatzierungen | Höchstplatzierung | Wochen |
| ------------------------ | ----------------- | ------ |
| Deutschland (GfK)        | 5 (11 Wo.)        | 11     |
| Österreich (Ö3)          | 47 (1 Wo.)        | 1      |
| Schweiz (IFPI)           | 44 (3 Wo.)        | 3      |

## Kritik
Auf der Website cd-bewertungen.de wurde geschrieben, dass das Album das bisher gefühlvollste Album von Steen sei. Außerdem wird geschrieben, dass alle 14 Songs mit vielen Facetten glänzen könnten und sie deutschen Soul-Pop in seiner „vollendeten und schönsten Form“ zeigten.